# Picogramo
El picogramo (pg) es una unidad de masa del Sistema Internacional de Unidades (SI), equivalente a la billonésima parte de un gramo. Se representa con el símbolo pg:
1 pg = 0,000000000001 g = 10-12 g
1 pg = 10-9 mg = 10-15 kg
| Unidad     | Símbolo | Equivalencia     | 10x   |
| ---------- | ------- | ---------------- | ----- |
| gramo      | g       | 1                | 1     |
| miligramo  | mg      | 0.001 g          | 10-3  |
| microgramo | µg      | 0.000001 g       | 10-6  |
| nanogramo  | ng      | 0.000000001 g    | 10-9  |
| picogramo  | pg      | 0.000000000001 g | 10-12 |